# 矢沢氏
矢沢氏（やざわし）は、信濃国の氏族。

## 真田頼綱が矢沢姓を使う
真田幸隆の弟矢沢頼綱（真田頼綱）が改姓し、真田頼綱→矢沢頼綱に改姓後に矢沢頼幸が家督相続。

## 真田家臣として
真田家臣矢沢三十郎頼幸が真田信繁の護衛任務（上杉景勝の人質時）に付き、重臣（譜代）の中でも筆頭格として真田領拠点沼田城代になるほどの名門。

## 武田家滅亡後
武田氏滅亡後は後北条氏から沼田城を守った。関ヶ原の戦いでは第二次上田合戦のときに真田昌幸方から真田信之方に寝返り、大坂の陣の際は信之の代理の真田信吉、真田信政と共に出陣。矢沢頼幸の死後、弟の矢沢頼邦が跡を継いだ。

## 江戸時代
矢沢頼綱の嫡子・矢沢頼康の系統は真田家臣団の中で最高位にあり、子孫も明治時代に至るまで藩の筆頭家老格を維持し、知行高も2,000石を数え、同心40人を預かる大身として存続した。